# Chris Matthews
Chris Matthews (Long Beach, 6 ottobre 1989) è un giocatore di football americano statunitense che gioca nel ruolo di wide receiver per i Baltimore Ravens della National Football League (NFL). Al college ha giocato a football all'Università del Kentucky.

## Carriera professionistica

### Winnipeg Blue Bombers
Alla fine del college, Matthews firmò Winnipeg Blue Bombers della Canadian Football League. Nella sua prima stagione fu premiato come rookie dell'anno della lega dopo avere fatto registrare 1.192 yard ricevute e 7 touchdown.

### Seattle Seahawks
Il 18 febbraio 2014, Matthews firmò con i Seattle Seahawks. Alla fine del training camp fu inserito nella squadra di allenamento e il 6 dicembre fu promosso nel roster attivo. Debuttò nella NFL subentrando nella settimana 14 contro i Philadelphia Eagles e concluse la stagione regolare con 3 presenze.
Nella finale della NFC del 2015 contro i Green Bay Packers, Matthews recuperò un onside kick cruciale, che diede l'opportunità ai Seahawks di segnare nell'azione successiva un touchdown e poi di andare a vincere nei supplementarti. Nel Super Bowl XLIX contro i New England Patriots, Matthews fece registrare la sua prima ricezione nella NFL, su un passaggio da 44 yard di Russell Wilson che portò a un touchdown dei Seahawks. In seguitò segnò un touchdown su un passaggio da 11 yard alla fine del primo tempo, pareggiando la partita sul 14–14. Matthews concluse la gara come il miglior ricevitore di Seattle, con 4 ricezioni per 109 yard, ma i Patriots vinsero 28-24.
Il 17 novembre 2015, Matthews fu svincolato.

### Baltimore Ravens
Il 23 novembre 2015, Matthews firmò con la squadra di allenamento dei Baltimore Ravens. Il 12 dicembre fu promosso nel roster attivo e nel penultimo turno di campionato segnò il suo primo touchdown nella stagione regolare nella vittoria a sorpresa sui Pittsburgh Steelers.

## Palmarès

### Franchigia
- National Football Conference Championship: 1

Seattle Seahawks: 2014

### Individuale
- Rookie dell'anno della CFL - 2012

## Statistiche
NFL
| Partite totali         | 16  |
| Partite dal titolare   | 0   |
| Yard su ricezione      | 151 |
| Touchdown su ricezione | 1   |

Statistiche aggiornate alla stagione 2015
CFL
| Yard su ricezione      | 1.330 |
| Touchdown su ricezione | 8     |

Statistiche aggiornate alla stagione 2014